# Rockvale
Rockvale és una població dels Estats Units a l'estat de Colorado. Segons el cens del 2000 tenia 426 habitants.

## Demografia
Segons el cens del 2000, Rockvale tenia 426 habitants, 166 habitatges, i 122 famílies. La densitat de població era de 171,3 habitants per km².
Dels 166 habitatges en un 27,7% hi vivien nens de menys de 18 anys, en un 57,8% hi vivien parelles casades, en un 12% dones solteres, i en un 26,5% no eren unitats familiars. En el 22,9% dels habitatges hi vivien persones soles el 9,6% de les quals corresponia a persones de 65 anys o més que vivien soles. El nombre mitjà de persones vivint en cada habitatge era de 2,57 i el nombre mitjà de persones que vivien en cada família era de 2,98.
Per edats la població es repartia de la següent manera: un 24,9% tenia menys de 18 anys, un 6,8% entre 18 i 24, un 28,4% entre 25 i 44, un 28,2% de 45 a 60 i un 11,7% 65 anys o més.
L'edat mediana era de 39 anys. Per cada 100 dones de 18 o més anys hi havia 92,8 homes.
La renda mediana per habitatge era de 30.000 $ i la renda mediana per família de 33.182 $. Els homes tenien una renda mediana de 28.182 $ mentre que les dones 17.679 $. La renda per capita de la població era de 13.965 $. Entorn del 13,1% de les famílies i el 17,8% de la població estaven per davall del llindar de pobresa.

## Poblacions més properes
El següent diagrama mostra les poblacions més properes.